# 790-talet

## Händelser
- 791 - Avarerna invaderar Europa, men blir 796 slagna av frankerna.
- 793 - Vikingar anfaller Lindisfarne.
- 794 - Kyoto blir huvudstad i Japan.

## Födda
- Omkring 795 - Æthelwulf, kung av Wessex 839-856.

## Avlidna
- 25 december 795 – Hadrianus I, påve.
- 26 eller 29 juli 796 – Offa, kung av Mercia.
- 797 – Konstantin VI, kejsare av Bysantinska riket.